# جان راسل
جان راسل، ارل چهارم (۱۹۲۱–۱۹۸۷) فرزند ارشد برتراند راسل و دورا بلک بود. نام میانی وی ادای احترام به نویسنده جوزف کنراد بود که پدرش او را تحسین می‌کرد. وی نوهٔ بزرگ لرد جان راسل نخست‌وزیر انگلیس در قرن نوزدهم بود.
جان راسل در مدرسه مترقی دارتینگتون هال، دانشگاه کالیفرنیا، لس آنجلس و دانشگاه هاروارد تحصیل کرده‌است. با خروج از هاروارد در سال ۱۹۴۳ به انگلیس بازگشت و در ذخیره نیروی دریایی سلطنتی ثبت نام کرد. او در اوایل کار خود متمایز بود و در سازمان‌های دیگر در FAO کار می‌کرد، اما کم‌کم تشخیص داده شد که اسکیزوفرنیک است. وی در مجلس اعیان سخنرانی‌ای کرد که چنان عجیب و غریب تلقی می‌شد که تا به امروز تنها سخنرانی است که توسط هانسارد ثبت نشده‌است.